# Grange de pierre de Brigus
La grange de pierre de Brigus (anglais : Brigus Stone Barn) est une grange de pierre située à Brigus à Terre-Neuve-et-Labrador (Canada). Elle a été construite en 1825 comme résidence pour Charles Cozen, l'un des plus importants marchands de pêche de la région. Elle a été ensuite convertie en grange et elle est le seul bâtiment en pierre de Brigus. Elle a été répertoriée comme structure patrimoniale par la Heritage Foundation of Newfoundland and Labrador (en) en 1986 et est maintenant exploitée comme musée.